# Improfiel
Improfiel is een Vlaams improvisatietheatergezelschap dat ontstond in 1999 onder de naam 'Improstaat'. In het begin waren er enkel mannen in de groep. Toen er in 2000 ook vrouwen bij kwamen werd de naam gewijzigd naar 'Improfiel'. Improfiel heeft Leuven als thuisbasis. 
De groep werkt veel samen met andere improvisatiegroepen en zoekt deze samenwerkingen ook buiten België, onder andere met improvisatietheatergezelschappen uit Pisa (Italië), Amsterdam en Groningen (Nederland), Brno (Tsjechië), Tallinn (Estland), Lissabon (Portugal) en Tunbridge Wells (UK).
Improfiel geeft ook workshops improvisatietheater. 